# Голос Родины
«Го́лос Ро́дины» — центральная советская, а затем российская газета; орган Советского общества по культурным связям с соотечественниками за рубежом. Издаётся с 1955 года.

## История
Учреждена в апреле 1955 года под названием «За возвращение на Родину». В 1960 году переименована в «Голос Родины». Первоначально газета выпускалась два раза в неделю.
Газета распространялась в 83 капиталистических странах как источник антизападной пропаганды во времена холодной войны и предназначалась для русских эмигрантов. Целью газеты было создание благоприятного образа Советского Союза и критика антисоветских эмигрантских организаций.

## Современность
В настоящее время газета выпускается 5-8 раз в год.